# El Bordo (Cauca)
El Bordo es la cabecera del municipio de Patía en el departamento de Cauca, Colombia. 
Fundada por el fraile español José María Chacón y Sánchez el 22 de octubre de 1824. Es la última población fundada por los españoles antes de la independencia de Colombia.  
La ciudad tiene 15 060 habitantes, disfruta de un clima agradable y seco, en un valle interandino a una altitud de 820 metros sobre el nivel del mar aproximadamente; la temperatura promedio anual es de 26 °C.
Se pueden encontrar grandes ríos, infinidad de sitios espectaculares donde pasear, muchos restaurantes con comida típica de la región, todo esto sumado a la calidez de su gente lo hace un excelente sitio para salir de la cotidianidad. Su temperatura habitual es justo lo que necesita la gente para pasar una buenas vacaciones, además que su fauna y flora deja en la retina la sensación de paraíso.
Región del suroccidente colombiano que goza actualmente de mucha paz y tranquilidad. Cuna musical por excelencia, el folclor patiano es conocido en muchos países gracias a la originalidad de su gente, en toda la región se encuentra el sabor propio que los artistas patianos dan a sus interpretaciones.
la música, la danza, la pintura y la poesía patiana son un tesoro encofrado que espera ser descubierto y bien utilizado en la cultura universal.